# غزل ۱ (آلبوم)
غزل ۱ نام اولین آلبوم موسیقی از مجموعه چهار آلبوم حاصل همکاری هنرمندانِ گروه موسیقی غزل است. این آلبوم تلفیقی از موسیقی کلاسیک ایرانی و هندی می‌باشد.
کیهان کلهر در این اثر کمانچه، شجاعت حسین خان، سی‌تار و سواپان چات هوری  طبلا می‌نوازد.

## فهرست آهنگ‌ها
| شماره | نام                                       | مدت   |
| ----- | ----------------------------------------- | ----- |
| ۱.    | «The Saga of the Rising Sun (حماسه طلوع)» | ۱۹:۴۰ |
| ۲.    | «Come With Me (بیا با من)»                | ۱۰:۵۵ |
| ۳.    | «You Are My Moon (ماه منی)»               | ۱۸:۱۰ |
| ۴.    | «Journey (سفر)»                           | ۱۵:۱۵ |